# Variació de l'entalpia estàndard de combustió
La variació de l'entalpia estàndard de combustió és la variació de l'entalpia quan un mol d'una substància reacciona completament amb oxigen sota condicions normals de pressió i temperatura (encara que els valors experimentals en general s'obtenen sota condicions diferents i són posteriorment ajustats). Per definició, les reaccions de combustió són sempre exotèrmiques i, per tant, les entalpies de combustió sempre són negatives, encara que els valors per a les combustions individuals poden variar.
Normalment, la variació de l'entalpia estàndard de combustió es denota per {\displaystyle \Delta H_{\mathrm {comb} }^{\circ }} o {\displaystyle \Delta H_{\mathrm {c} }^{\circ }}. Quan l'entalpia necessària no és una combustió, es pot denotar com {\displaystyle \Delta H_{\mathrm {total} }^{\circ }}. Les entalpies de combustió es mesuren utilitzant una bomba de calorimetria, i tenen unitats d'energia (en general J); estrictament parlant, el canvi d'entalpia per mol de substància és l'entalpia estàndard molar de combustió (que normalment té per unitats kJ·mol−1).